# Адријан Пејн
Адријан Пејн (Дејтон, 19. фебруар 1991 — Орландо, 9. мај 2022) био је амерички кошаркаш. Играo je на позицији крилног центра.

## Каријера
Током средњошколске каријере предводио је свој тим из Дејтона, до титуле шампиона четврте дивизије. Просечно је постизао 15,6 поена и имао 11,3 скокова по утакмици. Колеџ каријеру је провео на универзитету Мичиген Стејт где је играо од 2010. до 2014. године.
На НБА драфту 2014. године изабран је као 15. пик у првој рунди драфта од стране Атланта хокса. За Атланту је наступио на три НБА утакмице а у два наврата је прослеђен и у НБА развојну лигу. У фебруару 2015. године је трејдован у Минесота тимбервулвсе. Већ 9. марта 2015. године, када је био у стартној петорци уместо Кевина Гарнета, забележио је 16 поена и 15 скокова у поразу од Лос Анђелес клиперса. У августу 2017. је потписао двосмерни уговор са Орландо меџиком. За Орландо је наступио на пет НБА утакмица а већину времена је провео играјући у развојној лиги за Лејкланд меџик. Крајем јануара 2018. године, Орландо га је отпустио након што је оптужен за сексуално злостављање које је починио осам година раније док је био на колеџу.
У фебруару 2018. је потписао уговор са Панатинаикосом. Провео је у клубу из Атине остатак 2017/18. сезоне и учествовао је у освајању грчког првенства. Наредну 2018/19. сезону је почео у Кини али се у јануару 2019. вратио у Панатинаикос. Наредног месеца са клубом је освојио Куп Грчке. Панатинакос га је отпустио 13. марта 2019. године. Шест дана касније је потписао за француски Асвел. Са Асвелом је у сезони 2018/19. освојио француску Про А лигу и Куп након чега је продужио уговор на још годину дана.
У фебруару 2021. је потписао уговор са турским прволигашем Орманспором до краја сезоне. У децембру 2021. године је потписао за литвански Јувентус, али је уговор раскинут већ у фебруару 2022.

## Смрт
Пејн је убијен 9. маја 2022. године у Орланду, Флорида.

## НБА статистика

#### Регуларна сезона
| Сезона   | Екипа    | ОУ  | СУ | МПУ  | ПШ%  | 3П%  | СБ%  | СПУ | АПУ | УПУ | БПУ | ППУ |
| -------- | -------- | --- | -- | ---- | ---- | ---- | ---- | --- | --- | --- | --- | --- |
| 2014/15. | Атланта  | 3   | 0  | 6.3  | .286 | .000 | .500 | 1.3 | .0  | .3  | .0  | 1.7 |
| 2014/15. | Минесота | 29  | 22 | 24.8 | .418 | .125 | .659 | 5.4 | 1.0 | .6  | .3  | 7.2 |
| 2015/16. | Минесота | 52  | 2  | 9.3  | .366 | .281 | .654 | 2.1 | .6  | .3  | .2  | 2.5 |
| 2016/17. | Минесота | 18  | 0  | 7.5  | .426 | .200 | .737 | 1.8 | .4  | .4  | .4  | 3.5 |
| 2017/18. | Орландо  | 5   | 0  | 8.6  | .700 | .667 | .833 | 1.8 | .0  | .4  | .0  | 4.2 |
| Каријера | Каријера | 107 | 24 | 13.1 | .406 | .254 | .680 | 2.9 | .6  | .4  | .3  | 4.0 |

## Спољшање везе
- Профил на сајту Евролиге